# HMS Temeraire (1798)
El HMS Temeraire fue un navío de línea de tres puentes y 98 cañones nominales, perteneciente a la Royal Navy, siendo el segundo con este nombre. Botado en 1798 sirvió durante las Guerras revolucionarias francesas y las Guerras Napoleónicas principalmente en labores de bloqueo o de escolta para convoyes. De acuerdos con los estándares británicos, el buque quedó categorizado como navío de segunda clase.
El Temeraire, junto a una flota,  entró solamente una vez en acción y fue en la Batalla de Trafalgar, pero sus acciones y posteriores representaciones en el arte y la literatura le proporcionaron tanta fama que terminó siendo conocido como "El batallador Temeraire" (del inglés: The Fighting Temeraire).

## Primeros servicios
Construido en el astillero de Chatham, el HMS Temeraire entró en servicio en el bloqueo de Brest como parte de la Flota del Canal. Sus misiones con la Flota del Canal fueron en general rutinarias y tediosas. 
El primer incidente que cabe remarcar ocurre en diciembre de 1801 cuando la tripulación, oyendo rumores de que iban a ser enviados a las Indias Occidentales, en un momento en que la paz con Francia resultaba inminente, se negaron a aceptar las órdenes y se amotinaron. El motín  fue sofocado, 14 hombres hechos prisioneros y el 6 de enero de 1802 fueron juzgados algunos de ellos y el 14 de enero el resto. Después de las deliberaciones, doce hombres fueron sentenciados a la horca y los dos restantes a recibir doscientos latigazos cada uno. Cuatro hombres fueron colgados a bordo del mismo Temeraire y el resto fueron ajusticiados por el mismo método a bordo de algunos de los barcos amarrados en Portsmouth tales como el HMS Majestic, HMS Formidable, HMS Achille y el HMS Centaur.
Dado de baja durante la Paz de Amiens, el Temeraire retornó al servicio activo con la reanudación de la guerra contra Francia y otra vez, como parte de la Flota del Canal y junto a Horatio Nelson, participó en el bloqueo a la flota hispano-francesa en Cádiz en 1805.

## Batalla de Trafalgar

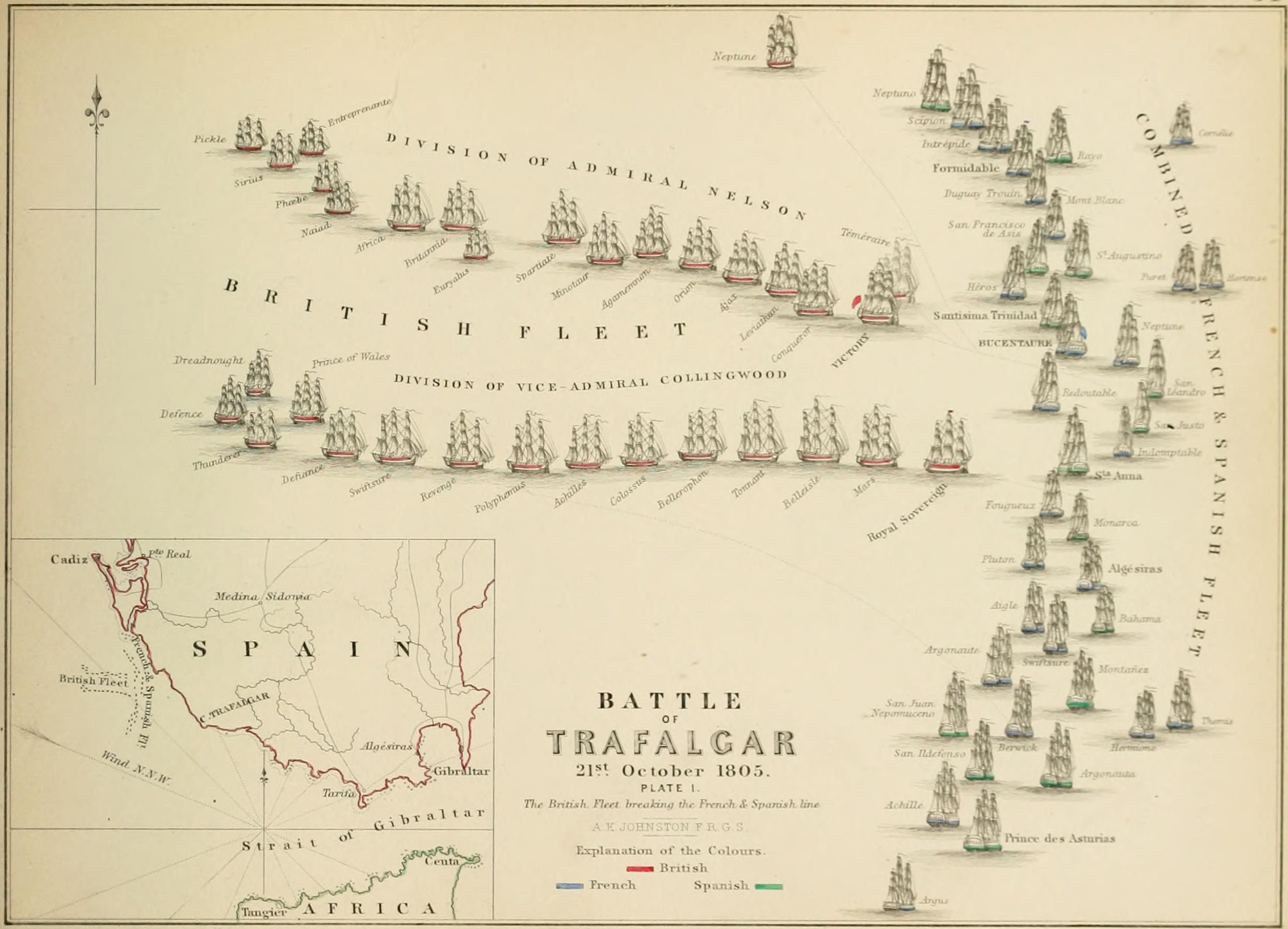
Carta naval de la Batalla de Trafalgar. En ella se distinguen las dos columnas de ataque. La inferior comandada por Collingwood y la superior por Nelson donde se ve primero al HMS Victory y justo a su lado, casi tapado, al HMS Temeraire.

En la Batalla de Trafalgar, el 21 de octubre de 1805, bajo las órdenes del capitán Eliab Harvey, el HMS Temeraire entró en acción inmediatamente. Era la segunda nave tras el buque insignia HMS Victory comandado por Nelson quien encabezaba una de las columnas que rompería la línea hispano-francesa. La otra columna la encabezaba Cuthbert Collingwood al mando del Royal Sovereign. 
En un primer momento se recomendó a Nelson, por su seguridad, que abandonara el buque insignia y fuera al HMS Temeraire desde donde podría dirigir el ataque con mayor seguridad. Al negarse, se le sugirió entonces que dejara pasar al HMS Temeraire para que fuera él quien encabezara el ataque. Nelson aceptó y ordenó que le hicieran señales a Collingwood, que mandaba la otra columna, para que hiciera lo mismo y se dejara rebasar por el segundo barco. Pero Nelson, al ver que Collingwood hacía caso omiso de las señales y encabezaba el ataque, cambió de opinión y cuando el HMS Temeraire se disponía a rebasarlo por su borda, Nelson le hizo llegar el siguiente mensaje al HMS Temeraire: "Se lo agradezco, capitán Harvey, pero manténgase en su debida posición la cual es a popa del Victory. 
Harvey obedeció la orden y el HMS Victory, con el HMS Temeraire pegado a su popa, rompieron la línea de barcos Hispano-francesa. Nada más atravesarla, el HMS Temeraire se enfrentó al navío español de 140 cañones Santísima Trinidad (navío) manteniendo encarnizado fuego con él durante veinte minutos al tiempo que recibía fuego de los barcos franceses Neptune y Redoutable.
Más tarde, cuando el Redoutable atacaba al HMS Victory y se disponía abordarlo, el HMS Temeraire acudió en su ayuda y apareciendo de improviso entre el humo de la batalla, a estribor del Redoutable, descargó una doble andanada que barrió la cubierta del barco francés. El capitán del Redoutable, Jean Jacques Etienne Lucas, lo describió de este modo:
{{cita|... el tres puentes[Temeraire] -quien sin duda se percató de que el Victory había cesado el fuego y sería inevitablemente tomado.- recorrió la borda de estribor del Redoutable arrollándonos con el fuego directo de todos sus cañones. Sería imposible describir la horrible carnicería producida por la sanguinaria andanada de este barco. Más de 200 de nuestros bravos hombres fueron muertos o heridos por ella.
Después de estar ambos, el Victory y el Temeraire, más de veinte minutos luchando contra el Redoutable, éste quedó desarbolado y sin gobierno.
Más tarde, el Temeraire intercambió fuego con el barco francés Fougueux, de 2 puentes, que a pesar de que la mayoría de sus oficiales estaban muertos o heridos y de su diferencia de tamaño comparado con los 3 puentes del Temeraire, hizo varios intentos infructuosos por abordarlo. Finalmente, fueron los ingleses quien abordaron el barco francés apresándolo.
El HMS Temeraire sufrió numerosos daños. 47 hombres murieron y 76 resultaron heridos.Además, todas sus velas y aparejos quedaron dañados y tan solo aguantaba en pie el palo de mesana. El timón y la serviola de estribor habían desaparecido y también gran parte de la toldilla.

## Después de Trafalgar
Tras una breve parada en Gibraltar para realizar las reparaciones más urgentes, el HMS Temeraire navegó hasta el astillero de Portsmouth donde  se realizaron todos los arreglos necesarios haciéndose de nuevo a la mar en 1807. El coste total de su reparación fue de 25.352 £.
Tras varios servicios, principalmente en labores de bloqueo por el Mar Báltico y el Mediterráneo y de participar activamente en la Guerra de la Independencia Española luchando contra los barcos franceses que participaban en el Sitio de Cádiz y proporcionando suministros a los sitiados, el HMS Temeraire fue retirado del servicio activo en 1813 y convertido en barco-prisión para acoger a la gran cantidad de soldados franceses prisioneros provenientes de la guerra en la península ibérica.
Cumpliendo esta función estuvo hasta 1819 que de nuevo fue remodelado para convertirse en un barco de recepción donde se alojaban los nuevos reclutas hasta que eran asignados a sus barcos. Cumplió esta función durante ocho años hasta que de nuevo fue reconvertido a depósito de avituallamiento. Así estuvo hasta 1836 en que otra vez fue rearmado, utilizado como barco de guardia y también el lugar donde los jóvenes pertenecientes a la Marine Society realizaban prácticas de tiro. Después de dos años, en 1838, el HMS Temeraire fue vendido por 5.530 £ para su desguace.

## Legado
El HMS Temeraire ha sido ampliamente recordado y conmemorado en posteriores ediciones de sellos o monedas. Incluso, en el Real Museo Naval se conservan varias sillas hechas con la madera de roble del Temeraire así como dos cátedras en la iglesia de Santa María de Rotherhithe.
También las hazañas del HMS Temeraire tuvieron amplia repercusión en el mundo del arte con numeroso artistas que lo han usado como motivo para sus cuadros. El más conocido de ellos es, sin duda, el cuadro que encabeza este artículo, El Temeraire remolcado a su último atraque para el desguace de J.M.W.Turner, un melancólico lienzo en el que se ve al Temeraire arrastrado a su destino final, momento del que fue testigo el propio artista. Actualmente se conserva en la National Gallery y en 2005, en una encuesta de Radio4 de la BBC, salió elegido como el cuadro favorito del público inglés.
También escritores como Herman Melville o poetas como Henry Newbolt han escrito sobre las hazañas del HMS Temeraire.